# Nikolay Storonsky

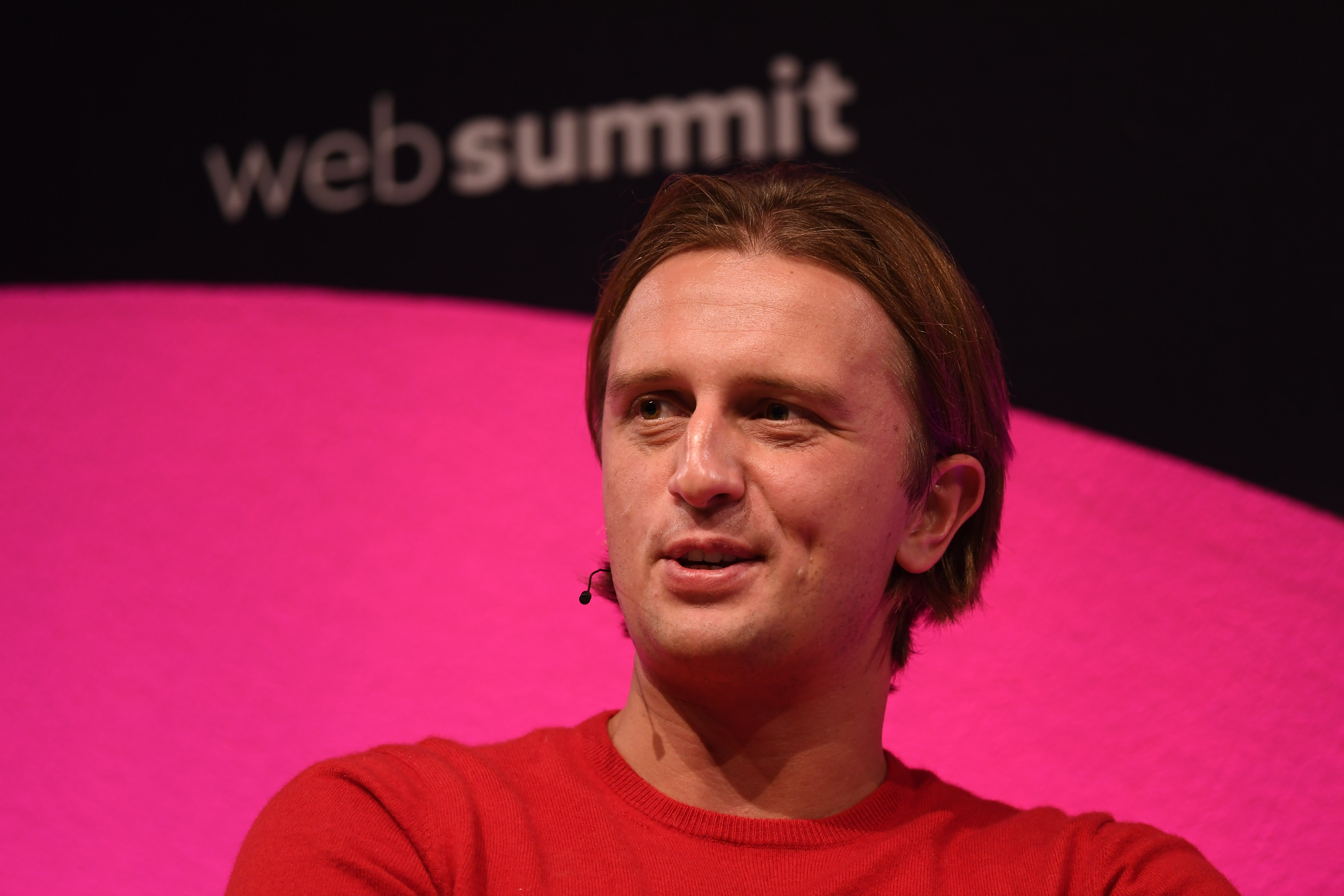
Nikolay Storonsky

Nikolay Storonsky (* 21. Juli 1984 in Dolgoprudny als Nikolai Nikolajewitsch Storonski, auch Nik Storonsky) ist ein britisch-russischer Unternehmer. Er ist Mitbegründer und CEO des Finanztechnologie-Unternehmens Revolut.

## Herkunft und Familie
Storonsky ist der Sohn von Nikolai Mironowitsch Storonski, einem leitenden Gazprom-Manager, der in der Ukraine geboren wurde. Mit 20 Jahren wanderte Storonsky ins Vereinigte Königreich aus und erwarb die britische Staatsbürgerschaft. Er ist verheiratet und hat zwei Töchter.
2022 verurteilte er den russischen Überfall auf die Ukraine. Im Oktober 2022 gab er seine russische Staatsbürgerschaft ab. Ähnlich wie andere russische Unternehmer wie Pawel Durow ging er auf Distanz zur Autokratie des Putin-Systems.

## Ausbildung und Karriere
Storonsky erlangte 2007 einen Master in Physik am Moskauer Institut für Physik und Technologie. Während seines Studiums wurde er Staatsmeister im Schwimmen. Er absolvierte daraufhin einen zweiten Master in Wirtschaftswissenschaften an der New Economic School in Moskau.
Zwischen 2008 und 2013 arbeitete er als Händler bei Lehman Brothers und Credit Suisse. Er verließ die traditionelle Bankenbranche, um die rein digitale Banking-App Revolut zu gründen. Im Jahr 2021 wurde Revolut zum größten Fintech-Unternehmen im Vereinigten Königreich, als die Neobank nach einer Finanzierungsrunde mit 33 Milliarden bewertet wurde.
Storonsky schaffte es 2022 mit einem geschätzten Vermögen von 7,1 Milliarden US-Dollar auf den 336. Platz der Forbes-Milliardärsliste. Das Welp Magazine nannte ihn auch in der Liste „101 britische Gründer und CEOs, denen man im Jahr 2022 folgen sollte.“ Storonsky zählt damit zu den wichtigsten russischen Unternehmern der IT-Branche.